# Poblat ibèric de Ca n'Oliver
El poblat ibèric de Ca n'Oliver, declarat Bé cultural d'interès nacional, és un poblat ibèric de grans dimensions que es troba dins del Parc Natural de Collserola a la serra de Collserola sobre el Turó de Ca n'Oliver, al territori antigament conegut com a Laietània i, actualment, dins del terme municipal de Cerdanyola del Vallès, al barri de Montflorit.
Es tracta d'un jaciment arqueològic que va estar habitat entre el segle VI i el 50 aC i més endavant, a l'edat mitjana.

## Història

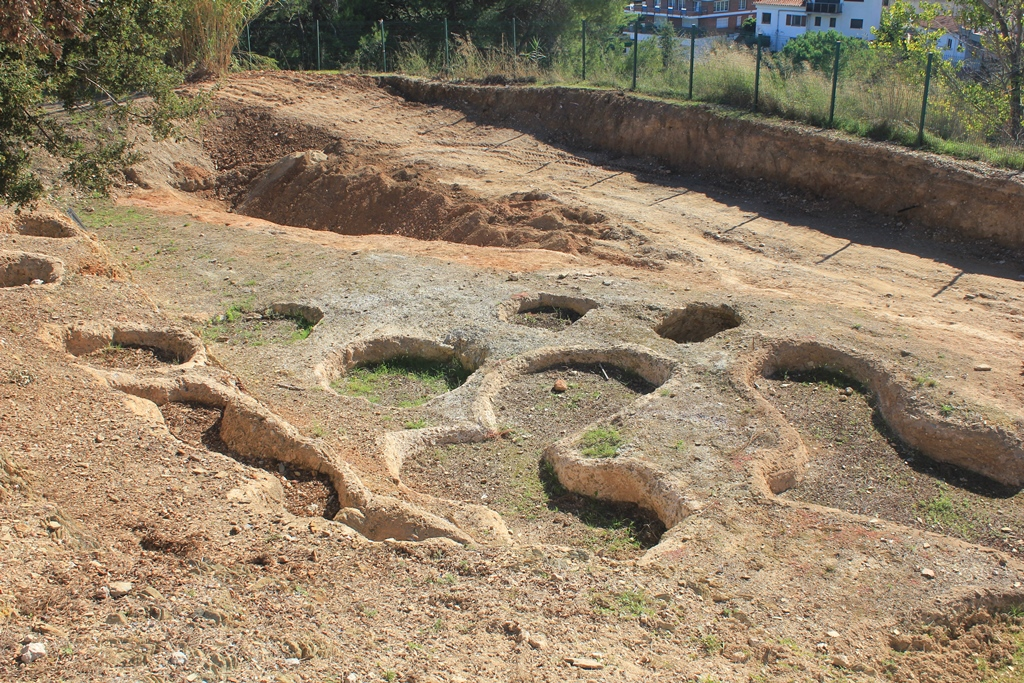
Camp de sitges

El poblat està situat de manera estratègica sobre un turó, com la majoria dels poblats laietans ibèrics des d'on les famílies de posició social més elevada podien controlar àmpliament el territori, format per camps de conreu, dividits en terrasses per adaptar-se al terreny, i petits nuclis agrícoles. Des del turó, s'observa tota la plana del Vallès.
El poblat fou habitat durant tota l'època dels ibers. Inicialment, era només un cúmul arrenglerat de cases senzilles construïdes dins d'un gran retall. Durant l'època de l'ibèric ple (s.IV aC - III aC), es van engrandir i diversificar els habitatges, i va viure el seu moment d'esplendor quan es va construir un gran accés, un fossat i un camp de sitges amb l'objectiu d'emmagatzemar els excedents de la producció agrícola, que posteriorment es comercialitzaven amb altres pobles mediterranis.
El poblat va ser destruït a finals del segle iii aC o principis del II aC, a causa de la Segona Guerra Púnica (218-206 aC), però es va reconstruir durant l'ibèric final. Anys més tard, amb l'arribada de la nova organització territorial imposada pels romans, els ibers van abandonar el poblat definitivament.
Durant els segles IX i x, en l'època altmedieval, el poblat va ser habitat de nou, aprofitant algunes construccions i sitges dels ibers. Es creu que podria haver format part de la xarxa defensiva de la zona. En un document del 998 del cartulari del monestir de Sant Cugat rep el nom de Castello.

## Excavacions i museïtzació
Es té constància de l'existència del poblat ibèric des del 1919. Les excavacions van començar el 1954, però es van abandonar durant els anys 60. Els treballs es van continuar a partir del 1986 a càrrec del Col·lectiu de Recerques Arqueològiques de Cerdanyola i, més endavant, per empleats del Servei de Patrimoni de l'ajuntament local.
El novembre del 1999, s'inaugurà la primera fase museïtzada. Des de llavors, anualment es museïtzen les troballes restaurades durant l'any anterior. Actualment, es poden observar els carrers ben definits, així com cases i altres restes, museïtzades i accessibles al públic.
El dia 1 d'octubre del 2010 es va inaugurar el Museu Ibèric de ca n'Oliver, on es mostra més àmpliament el gran volum d'objectes recuperats durant les excavacions, integrant el poblat dins la ruta dels Ibers. Molts d'aquests objectes ja havien sigut exposats al Museu de Ca n'Ortadó, també a Cerdanyola.

## Parts representatives del poblat

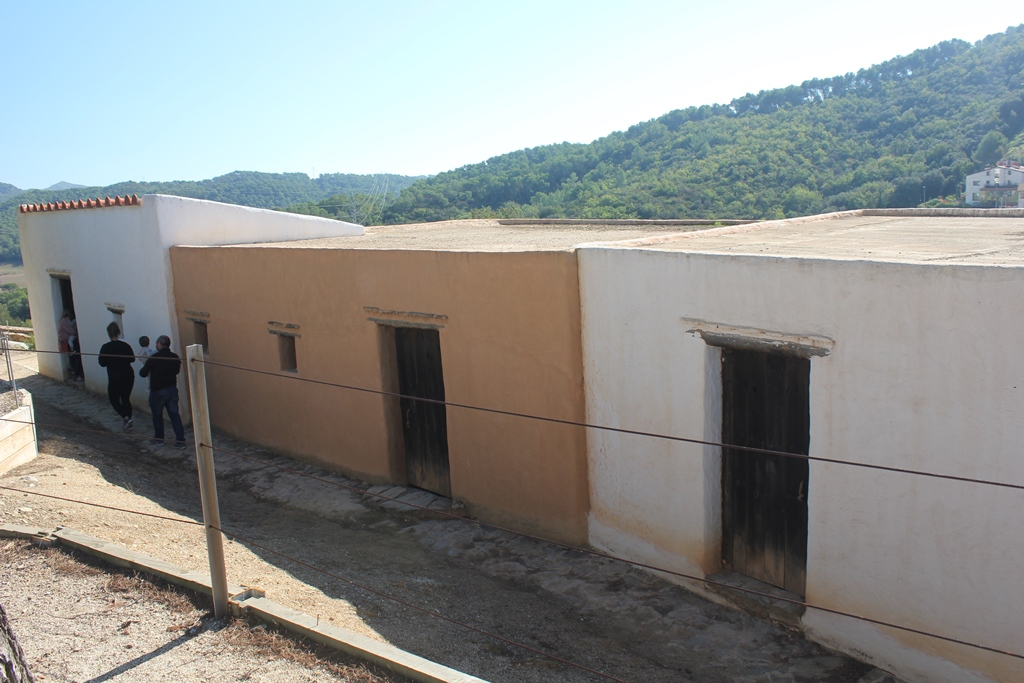
Edificis ibèrics reconstruïts

Hi ha diferents parts identificades prou representatives del que va ser la vida en aquest poblat:
- Estructures defensives (un mur de tanca, torres i fossats articulats)
- El camp de Sitges
- L'entrada monumental
- El carrer principal
- La casa del període de l'ibèric final
- Els habitatges superposats
- La casa del període de l'ibèric ple
- L'habitació del període de l'ibèric antic
- Tres edificis reconstruïts amb restes recuperades y reproduïdes que permeten entendre el curs de la vida quotidiana i cultural del poblat: 
  - Casa del període de l'ibèric ple (de finals del segle V a la segona meitat del segle III)
  - Taller metal·lurgic (de finals del segle IV a la segona meitat del segle II)
  - Casa del període de l'ibèric final (de finals del segle iii a principis del segle I)

## Els ibers a Cerdanyola del Vallès
També s'han trobat restes dels ibers en altres punts del territori de Cerdanyola, com a Can Xercavins, sitges a Bellaterra o un jaciment iberoromà a la Facultat de Medicina de la UAB.